# 小行星7909
小行星7909（英語：7909 Ziffer）是一颗围绕太阳公转的小行星。1975年9月30日，舒爾特·巴斯在帕洛马山发现了此天体。
这颗小行星的绝对星等为326.19103等。